# Torre dello Scarpariello
La torre dello Scarpariello è una torre di difesa costiera situata nel comune di Ravello, alla località Marmorata, su una sporgenza della scogliera, prima dell'insenatura di Minori.

## Storia
La torre fu edificata a seguito dell'ordinanza di don Pedro di Toledo del 1533, assieme alle altre fortificazioni che l'Università di Ravello volle costruire per la difesa costiera. La torre, in origine, prese il nome dalla località dove sorge, torre Ficarola, poi divenne torre dello Scarpariello (anche Matteo Camera nel suo libro su Amalfi non ha trovato una spiegazione al cambiamento del nome).
L'11 marzo del 1567 Gio Marino de Monica si impegna con Joanne Alfonso Bisballe, commissario speciale della costruzione delle torri nel Principato Citra, ad eseguire, come partitario, i lavori delle torri della Regia Curia e a completarle entro due anni, interrompendo soltanto nei mesi di maggiore caldo o freddo. L'impegno, garantito con i propri beni dal della Monica, riguarda 12 torri dell'ex ducato di Amalfi, tra le quali la torre di Marmorata. I lavori di costruzione delle dodici torri da parte di Gio Marino della Monica vennero posti a misurazioni di verifica l'11 marzo del 1580, e una seconda volta il 18 settembre 1589: furono scelte a campione le torri di Marmorata e dell'Annunziata Majuri. A guardia della torre Marmorata, alle dipendenze dell'Università di Ravello, c'era nel 1584 Michele Guttieri, nel 1605 Damiano Gian Sales, nel 1664 Carlo Cimmino e nel 1718 Matteo Anastasio.
Nel Piano delle torri del Regno di Napoli, redatto nel 1776, la Torre di Marmorata è riportata alle dipendenze dell'Università di Ravello ed è custodita dagli Invalidi. In un secondo censimento della stessa epoca è chiamata Torre d'avviso detta Capo Focardo, distante un quarto di miglio dalla precedente (di S. Francesco), è interina in persona di Nicola Anastasio non ha bisogno di ripari.  Le spese sono attribuite all'Università di Ravello, che tiene una Torre e vi mantiene due aggiunti. La torre di Scarpariello fu inclusa nel decreto del Re Vittorio Emanuele II, del 30 dicembre del 1866, che elencava le opere che cessavano dall'essere considerate come opere di fortificazione e, quindi, potevano essere vendute. Dalla torre, da un lato, si guarda la torre Mezza Capo di Minori e, dall'altro, la torre di Capo d'Atrani.
Utilizzata come abitazione, nel corso degli anni ha visto ospitati personaggi illustri, nella fattispecie, nel 1944 il re Vittorio Emanuele III e la regina Elena, negli anni sessanta del 1900 Jacqueline Kennedy e numerosi ambasciatori e ministri in visita alla vicina Amalfi.

## Caratteristiche costruttive
La tipologia è quella delle torri a doppia piazza, la prima, che presidiava il lato mare, presenta tre troniere, su questo fronte e due troniere sui due laterali. Le troniere di questa prima piazza sono realizzate con un cielo ampio e una guancia poco alta. Sul fronte verso monte, dove è l'ingresso, si trova il corpo più alto, composto da due guardiole, che accedono alla piazza inferiore, e da altri due ambienti, posti in arretrato sulle due guardiole. Dal terrazzo di questi due ambienti si accede, attraverso una scala, alla seconda piazza, cinta da quattro troniere, sul alto a monte e da due, sui fronti laterali. Tutte le torniere di questa seconda piazza hanno una guancia allungata e di conseguenza un cielo ridotto. I due ambienti, coperti con una volta a botte, sulla piazza inferiore, presentato un corpo aggiunto verso il mare, gli altri due, più in alto, prospettano sul fronte mare, su un piccolo terrazzo, ottenuto sul corpo aggiunto.
La torre è stata ampiamente rimaneggiata negli anni: ha un ingresso al livello delle guardiole, in corrispondenza della piazza. L'accesso è consentito mediante un ponticello e un piccolo ponte levatoio, rifatto in epoca contemporanea. Un altro ingresso è collocato al di sotto di questo, esso permette l'entrata ad un grande locale (m. 5,50 x m. 5,90), coperta da un'ampia volta a botte, posto sotto la piazza inferiore. Ancora al di sotto, s'incontra un altro ambiente, di dimensioni minori rispetto al precedente (m. 5,20 x m. 5,10), coperto da solaio piano, probabilmente ricavato dalla vecchia cisterna.
Le dimensioni esterne della torre sono al primo livello di m. 11,60 per m. 12,65, sul fronte mare, la piazza inferiore è posizionata alla quota di m. 12,45, complessivamente la torre raggiunge l'altezza di m, 19,50. Le pareti raggiungono dimensioni ragguardevoli, al primo livello, sul fronte mare si sono misurati m. 4,60, spessore, dimensione massime tra le torri del salernitano, pari soltanto a della torre Angellara di Salerno.
La torre all'esterno è interamente intonacata e si presenta in ottimo stato di conversazione. È circondata da un giardino, disposto su più terrazzi digradanti sul mare.